# 1345
1345 (MCCCXLV) je bilo navadno leto, ki se je po julijanskem koledarju začelo na soboto.

## Dogodki

### Bizantinska državljanska vojna in smirnska križarska vojna
- začetek leta - Nadaljuje se državljanska vojna med regentskim triumviratom v imenu mladoletnega cesarja Ivana IV. Paleologa, ki ga tvorijo cesarica-mati Ana Savojska, patriarh Ivan XIV. Kalek in oligarh Aleksej Apokavk, proti rivalskemu cesarju Ivanu Kantakuzenu.
- 17. januar - Smirna: križarji praznujejo uspeh smirnske križarske vojne. Latinski patriarh Enrico d'Asti zbere križarje k obeležitvi Svete maše v prostorni zapuščeni stavbi. Križarje z neosvojene akropole opazujejo ajdinski Turki pod vodstvom bega Umur Ghazija, ki sredi križarske maše ukaže vsesplošen izpad. V boju Turki pokoljejo vse križarske voditelje, vključno s patriarhom, vendar jim ne uspe pregnati križarjev iz mesta.
- pomlad - Aydinski bej Umur Ghazi se kljub prisotnosti križarjev v mestu vrne z vojsko na pomoč bizantinskemu (so)cesarju Ivanu Kantakunzenu, ki se je oklical za cesarja leta 1341. Kantakunzenova vojska, ki je bila do tedaj na udaru bizantinskega regentstva, Srbov, Bolgarov in solunskih zelotov, s pomočjo Turkov ponovno preide v ofenzivo, najprej proti Bolgarom.
- maj - Začetek druge odprave smirnske križarske vojne, tokrat pod vodstvom viennoiškega dofena[1] Humberta II. 1346 ↔
- 11. junij - Bizarna smrt regenta Alekseja Apokavka, ki se nenajavljen odpravi na inšpekcijo novega zapora. Zaporniki, ki jih je večinoma tja spravil omenjeni skupaj z ostalima regentoma, izkoristijo priložnost in ga do smrti linčajo. Privrženci umorjenega se krvavo maščujejo in pomorijo čez 200 zapornikov. Apokavkova smrt bistveno oslabi vojaško moč regentstva.

- - Solun: sin linčanega Ivan Apokavk sledi očetovemu zgledu. Ko izve za smrt očeta, prestopi v Kantakuzenov tabor in poskusi izgnati iz Soluna ti. zelote, anti-aristokratske in ljudske politične stranke, ki jo druži predvsem sovraštvo do bizantinskih politikov. Zeloti zaroto odkrijejo in ga skupaj s privrženci usmrtijo. V ljudski vstaji potem pokoljejo politično aristokracijo, ki je še ostala v mestu.
  - Izpraznjeno mesto v regentski trojki poskusi zasesti Kantakuzenov oficir Ivan Vatac, ki na lastno pest poskusi Turke iz Aydina pridobiti za regentstvo. Ko Turkom postane jasno, da jih izigrava, ga ubijejo in zasužnjijo njegovo spremstvo, vključno s sinom.
- 7. julij - Bitka pri Periteorionu: Kantakunzenova vojska uniči vojsko bolgarskega kneza Momčila, ki je izkoristil politično prezaposlenost vladarjev in se utrdil na tromeji med Bolgarijo, Srbijo in cesarstvom. Po tej zmagi se začne umikati pred srbsko vojsko Dušana Silnega, ki je sklenil zavezništvo z bizantinskim regentskim triumviratom.
- september - Po daljšem obleganju osvoji srbski kralj Duša Silni zahodno makedonsko mesto Serres. Po osvojitvi Makedonije se usmeri še v Albanijo, ki ji vladajo neapeljski Anžujci, in jo zavzame z izjemo Drača.
- november - Ivan Kantakuzen izgubi vojaško podporo aydinskega beja Umurja Ghazija, ki se je prisiljen pod pritiskom druge križarske odprave vrniti nazaj v matično Smirno, kjer so še vedno prisotni križarji. Namesto Umur Ghazija mu je pripravljen vojaško pomagati sosednji bej Orhan iz Osmanskega bejlika, ki je Bizantince povsem izrinil iz Male Azije.
  - Orhan ob napredovanju vojske proti Dardanelam spotoma zavzame in priključi sosednji bejlik Karasidov, v katerem so se pojavile razprtije po smrti vladajočega beja.
- Genovčani izkoristijo politično anarhijo v Egejskem morju in preženejo Bizantince z egejskega otoka Ios.

### Stoletna vojna
- začetek leta - Angleški kralj Edvard III. načrtuje odprtje treh front proti Francozom: iz Flandrije, Bretanije in Gaskonje.
- junij:
  - Gaskonjska fronta: angleški general grof Derby odpre fronto v južni Franciji v Gaskoniji. Na razpolago ima zgolj okoli 1.500 vojakov.
  - Bretonska fronta: drugi angleški general grof Northampton že teden dni po pristanki premaga vojsko profrancoskega bretanskega pretendenta Karla Bloiškega, ki pa si hitro opomore in potisne Anglo-Bretonce v defenzivo, kar ostane do naslednjega leta.
- 24. julij[2] - Flandrijski neformalni voditelj protifrancoskega odpora Jacob van Artevelde izgubi zaupanje flamskih sonarodnjakov, ko se poskuša politično utrditi s pomočjo Angležev. Do smrti ga linčajo meščani Genta.
- avgust - Bitka pri Bergeracu, Gaskonja: Anglo-Gaskonjci pod vodstvom grofa Derbyja premagajo Francoze pri obmejnem mestu Bergerac. Mesto, ki ima zastarelo obzidje, pade nekaj dni kasneje, Angleži pa s tem dobijo bazo za nove podvige in se poplačajo z izterjanimi odkupninami.
- 16. september - Umre angleški kandidat za bretonskega vojvodo Ivan Montforški. Do bretonskega vojvodskega prestola postane z vidika Angležev upravičen 5 letni sin umrlega Ivan V.[3], ki se nahaja v rejništvu pri angleškemu kralju.
- avgust - Anglo-Gaskonjci zavzamejo obmejno utrdbo Auberoche. Glavnina angleške vojske se potem umakne nazaj v prestolnico Bordeaux, kjer se regrupira. Francoska vojska to izkoristi in prične oblegati utrdbo Auberoche.
- 21. oktober - Bitka pri Auberocheju, Gaskonja: anglo-gaskonjska vojska preseneti petkrat številčnejšo francosko med večerjo in jo popolnoma razbije. Bežeči Francozi za sabo pustijo pratež in poveljnike, kar izboljša oskrbo in finance angleške vojske. Dolgoročno gledano zavarujejo Angleži svoj interes v Gaskonji za naslednjih 100 let.
- Portsmouth: priprave za odprtje tretje fronte v Flandriji se zavlečejo na naslednje leto → 1346.
  - Princesa Ivana Angleška je zaročena s kastiljskim princem Petrom, ki je kasneje kot kralj dobil nadimek Kruti. 1348 ↔

### Države naslednice Mongolskega cesarstva
- V štirih glavnih entitetah, ki so sestavljale nekoč mogočen Mongolski imperij, so očitni znaki notranjega razkroja. Najbolj je očiten v perzijskem Ilkanatu, kjer vladajo številne rivalske dinastične hiše, ki so vsaka zase prešibke, da bi obnovile politično enotnost Ilkanata. V Čagatajskem kanatu se lokalno plemstvo upira vsaki politični centralizaciji. V najpomembnejši Dinastiji Yuan vrhovni kan Togon Temur izgublja oblast nad provincami, ki so zaradi naravnih nesreč razočarane nad neučinkovitostjo uradništva. Zlata horda ima svoje težave, a kaže še največ politične stabilnosti: 
  - Zlata horda: kan Džanibek začne ponovno oblegati genovsko trgovsko kolonijo Kaffo na Krimskem polotoku. Do prestolnice Saraj se iz centralne Azije razširi epidemija kuge znana kot Črna smrt.  1347 ↔
  - Propadajoči Ilkanat: v družinski vojni Čobanidov, ki obvladujejo SZ del bivšega Ilkanata, zmaga Malek Ašraf, ki na prestol pretendenta za ilkanatskega Kana postavi svojega pretendenta (Anuširvan-kan).
  - Čagatajski kanat: upor afganistanskih Mongolov/Mogulov[4] pod vodstvom Amirja Kazgana proti centralni oblasti Čagatajskega kanata, ki jo predstavlja kan Kazan ibn Jasur. Za večjo avtonomijo je tudi plemstvo, ki se postavi na stran Mogulov. Prvo leto ima Čagatajski kanat pobudo na bojišču. 1346 ↔
  - Dinastija Yuan: cesarju Togon Temurju in uradništvu ne uspe obnoviti nasipov ob Rumeni reki, ki ponovno poplavi in odplavi pridelke. Podeželje so poleg slabega upravljanja mandarinske birokracije opustošila lakota in kuga, zato se vrstijo kmečki upori. Vladna vojska to leto opustoši nek budistični samostan, ki ga je prisiljen zapustiti sin kmečkih otrok, bodoči voditelj upora in grobar dinastije Yuan Zhu Yuanzhang. 1352 ↔

### Ostalo
- Po Italiji pustoši lakota.
- 1. januar - Nemčija: izobčeni rimsko-nemški cesar Ludvik IV. Wittelsbaški se poroči z litvansko pogansko princeso Kunigundo. Zaradi izobčenja ima namreč težave z iskanjem neveste med krščanskimi sosedi.
- zima - Saaremaa: Livonski red[5] dokončno zatre poganski upor na noč Svetega Jurija, ki se je v to leto nadaljeval edino še na omenjenem otoku. Poganski Oselijci se sicer predajo, vendar ne postanejo nič kaj bolj naklonjeni krščanstvu kot prej. Danci, ki imajo svojih težav že doma dovolj, prodajo pravico do severne Estonije livonskemu redu. Tja se začno množično priseljevati švedski kolonizatorji.
- 12. marec - Evharistični čudež, Amsterdam: na smrt bolni prejme med Sveto evharistijo hostijo, ki pa jo célo izbljuva. Duhovnik jo potem skuša uničiti na ognju, kar pa mu ne uspe, niti ogenj pa ne pusti na hostji kakšne sledi. Sveti sedež prizna čudež. Meščani na mestu stavbe, kjer se je zgodil, zgradijo romarsko kapelo.
- 24. marec - Francija: poravnava planetov Mars, Jupiter in Saturn v ozvezdju Vodnarja je za nekatere slabo znamenje prihajajočih časov.
- 22. april - Bitka pri Gamenariju, gvelfsko-gibelinske vojne: lombardski gibelini premagajo neapeljske Anžujce (gvelfe), ki jih potem preženejo iz Piemonta, kjer so vzpostavili nekaj močnih fevdov. ↓
- 18. september → Neapeljsko kraljestvo: zahrbten umor madžarskega princa Andreja Kalabrijskega, ki mu soproga Ivana I. odreka pravico do prestola. Umor soproga, ki ga Ivana - če ga ni že načrtovala - ni vsaj preprečila, močno zaznamuje preostanek njene vladavine. Njegov starejši brat in ogrski kralj Ludvik I. začne načrtovati invazijo na neapeljski Mezzogiorno.
- 26. september - Bitka pri Warnsu: holandski grof Vilijem IV.[6] pade v boju z bojevitimi Frizijci, ki so že od razpada Frizijskega kraljestva leta 734 ljubosumno varovali svojo konfederalno neodvisnost. Slabše oboroženi Frizijci sicer izgubijo vse bitke, a smrt voditelja nasprotne strani odloči vojno. Fevde umrlega iure uxoris[7] nasledi svak umrlega, rimsko-nemški cesar Ludvik IV. Wittelsbaški, ki je poročen s sestro umrlega Margareto II. Hainauško[8]. Pridobitev tolikšnih ozemelj nakoplje Ludviku novih sovražnih sosedov, posebno med volilnimi knezi, ki se začno pripravljati na izvolitev novega nemškega kralja (Rex Romanum). 1346 ↔
- 13. november - Na portugalskem dvoru umre Konstanca Kastiljska, soproga kronskega princa Petra. Sveti zakon med obema je bil precej hladen, saj se je Peter intimno navezal na eno od njenih dvornih dam Inês de Castro. Konstanca je umrla nekaj tednov po rojstvu sina in bodočega prestolonaslednika Ferdinanda ter s tem izpolnila svojo sveto dolžnost. 1355 ↔
- Litva: litovskega velikega kneza Jaunutisa odstavita sposobnejša brata Algiridas in Kęstutis. Janutis pobegne v Moskovsko kneževino, k svaku Simeonu, kjer se v zameno za pomoč da krstiti. 1346 ↔
- Danski kralj Valdemar IV. dovoli estonskemu mestu Narva, da prevzame zakone[9] mesta Lübeck in s tem posredno pridruži Hanzeatski zvezi. 1346 ↔
- Rekonkvista: neuspešen poskus kastiljskega kralja Alfonza XI., da bi zavzel mavrski Gibraltar. 1349 ↔
- Trapezuntsko cesarstvo: cesar Mihael Veliki Komnen izigra voditelja upora Niketasa, ki ga je s številnimi omejitvami spravil na prestol. Hkrati odpravi bivšega cesarja in svojega sina Ivana III. v Konstantinopel. 1346 ↔
- Delhijski sultanat, Indija: sultanu Muhamadu bin Tuglaku se upre vojska v Daulatabadu. Imperij, ki se razteza širom Indije, je preprosto prevelik za učinkovito vladanje, zato se obrobna območja osamosvojijo pod lokalnimi muslimanskimi sultani ali pa nasledniki premaganih hindujskih vladarjev.
- SRC: Potsdam in Oldenburg dobita mestne pravice.
- Kultura po Italiji:
  - Firence: mestne oblasti zatrejo prvo delavsko stavko česalcev volne, ti. ciompov.
  - Siena: slikar Ambrogio Lorenzetti nariše zemljevid sveta, ki pa se žal ni ohranil. Ohranilo pa se je njegovo orodje, ki ga je uporabljal pri risanju zemljevidov.
  - Verona: Mastino II della Scala prične z gradnjo gotske grobnice za svojo družino (Scaligerji). Gre za delo na prostem v višini dvonadstropne stavbe, ki se je do danes precej dobro ohranilo v vseh detajlih.
  - Še enkrat Verona: začetnik renesančnega humanizma Francesco Petrarca odkrije v enem od samostanov Ciceronova pisma, kar da spodbudo še ostalim entuziastom, da začno brskati po samostanskih knjižnicah, kleteh in podstrešjih za izgubljeno antično literaturo.
- Pariz: po skoraj dveh stoletjih gradnje[10] je zaključena gradnja katedrale Notre-Dame, ena najbolj znanih gotskih francoskih katedral, zgrajena na rečnem otoku Île de la Cité reke Sene v Parizu.
- Rusija: ustanovljen je Trojiški samostan sv. Sergija.
- Potovanja maroškega popotnika Ibn Batute: iz Bangladeša nadaljuje pomorsko pot proti Kitajski. Spotoma se za krajši čas ustavi v sultanatu Samudera Pasai, današnji Aceh na Sumatri. Pot nadaljuje skozi Melaški preliv do prestolnice vietnamske kraljevine Čam Kailukari in od tam do pristanišča Quanzhou, provinca Fujian. V Quanzhouju ga sprejme lokalna islamska skupnost, ki biva v svoji četrti. Iz Quanzhouja naredi dvomesečni ekskurz v Guangzhou (Kanton) in šele po vrnitvi v izhodiščni Quanzhou začne dolgo pot po kopnem proti severu na mongolski dvor v Pekingu. V Fuzhouju se sreča z rojakom Al-Buštijem iz Maroka, ki je na Kitajskem trgoval. Iz Hangzhouja, ki ga opiše za največje mesto, kar ga je kdaj videl, ga po Velikem kanalu vodi pot naravnost do Kanbalika/Pekinga, kjer se pri vrhovnem kanu/cesarju Togon Temurju izkaže kot že dolgo obljubljeni odposlanik Delhijskega sultanata. Celotno potovanje iz Quanzhouja do Pekinga traja 60 dni. Velikega zidu verjetno ni videl, ga pa omenja. V Peking prispe ob neprimernem času, ko cesarstvo pretresa niz uporov, zato se začne po tem po isti poti vračati v Quanzhou. 1346 ↔

## Rojstva
- 25. marec - Blanka Lancasterska, angleška plemkinja, vojvodinja Lancaster († 1368)
- 31. oktober - Ferdinand I. , portugalski kralj († 1383)

Neznan datum
- Elizabeta Pomeranska, poljska princesa, češka kraljica, rimsko-nemška cesarica († 1393)
- Karel III., neapeljski kralj, ogrsko-hrvaški kralj, ahajski vojvoda († 1386)
- Magnus I., mecklenburški vojvoda († 1384)
- Paolo di Giovanni Fei, italijanski (sienski) slikar († 1411)

## Smrti
- 17. januar:
  - Enrico d'Asti, titularni latinski patriarh Konstantinopla, križar
  - Martino Zaccaria, vladar Iosa, ahajski baron, križar
- 14. april - Richard de Bury, angleški knjižničar (* 1287)
- 1. maj - Peregrine Laziosi, italijanski redovnik, svetnik (* 1265)
- 7. julij - Momčil, bolgarski razbojnik, vojvoda (* 1305)
- 24. julij - Jacob van Artevelde, flamski državnik (* 1290)
- 28. julij - Sanča Majorška, neapeljska kraljica (* 1285)
- 16. september - Ivan IV., bretonski vojvoda, grof Monforta, 6. grof Richmond (* 1295)
- 18. september - Andrej Kalabrijski, madžarski princ, neapeljski kralj, vojvoda Kalabrije (* 1327)
- 22. september - Henrik Plantagenet, angleški plemič, 3. grof Lancaster, 3. grof Leicester (* 1281)
- 26. september - Vilijem II., grof Hainauta, Holandije (IV.) in Zeelandije (III.)  (* 1307)
- 13. november - Konstanca Kastiljska, kastiljska kraljica, portugalska princesa (* 1316)

Neznan datum
- Al-Ašraf Ala ad-Din Kudžuk, mameluški egiptovski sultan (* 1334)
- Aleksej Apokavk, bizantinski državnik, regent
- Ivan Apokavk, bizantinski državnik, guverner Soluna
- Ivan Vatac, bizantinski vojskovodja
- Sati Beg, dedinja Ilkanata (* 1300)
- Simonida Nemanjić, bizantinska princesa, srbska kraljica (* 1294)